# Yuzuki Watase
Yuzuki Watase (渡瀬 結月 Watase Yuzuki?, 18 de febrero de 2003) es una seiyū y cantante japonesa afiliada a Hibiki. Comenzó su carrera interpretando a Miiko Takeshita como parte de Lyrical Lily, uno de los grupos musicales de la franquicia D4DJ de Bushiroad. También es guitarrista de la banda Ave Mujica de la franquicia BanG Dream!, que incluye la interpretación del personaje Mortis / Mutsumi Wakaba.

## Biografía
Yuzuki Watase, nativa de la prefectura de Chiba, nació el 18 de febrero de 2003.
En abril de 2020, Watase pasó a formar parte de la franquicia D4DJ de Bushiroad como Miiko Takeshita, una de las cuatro miembros de Lyrical Lily; El mismo mes, ella y su coprotagonista de Lyrical Lily, Ruka Fukagawa, se unieron a la agencia de talentos de Bushiroad, Hibiki. Prestó su voz al personaje en D4DJ Groovy Mix (2020), D4DJ Petit Mix(2021) y D4DJ All Mix (2023). También repitió su papel en las producciones teatrales Senri! no Michi mo Ippo Kara y Arisugawa Gakuin Cultural Festival Live Stage.
En septiembre de 2023, el final de BanG Dream! It's MyGO!!!!!, donde interpretó a Mortis / Mutsumi Wakaba, anunció que era guitarrista del hasta ahora anónimo de la banda Ave Mujica como dicho personaje. Repetirá su papel en la secuela BanG Dream! Ave Mujica.
También prestó su voz a personajes secundarios en D Cide Traumerei, Joran: The Princess of Snow and Blood, Shinka no Mi: Shiranai Uchi ni Kachigumi Jinsei, Seija Musō y Uchi no Kaisha no Chīsai Senpai no Hanashi. En videojuegos, también le da voz a Auria en Quiz RPG: The World of Mystic Wiz e Iserin en Brown Dust. El 14 de mayo de 2021, debutó en Korakuen Hall como locutora de ring para World Wonder Ring Stardom, filial de Bushiroad.

## Filmografía
Los papeles principales están en negrita

### Anime
| Año  | Título                                          | Rol                     | Refs.  |
| ---- | ----------------------------------------------- | ----------------------- | ------ |
| 2021 | D4DJ Petit Mix                                  | Miiko Takeshita         | [ 5 ]  |
| 2021 | D Cide Traumerei                                | Kazuha                  | [ 1 ]  |
| 2021 | Joran: The Princess of Snow and Blood           | Niño                    |        |
| 2021 | Shinka no Mi: Shiranai Uchi ni Kachigumi Jinsei | Estudiante              |        |
| 2023 | D4DJ All Mix                                    | Miiko Takeshita         | [ 6 ]  |
| 2023 | BanG Dream! It's MyGO!!!!!                      | Mortis / Mutsumi Wakaba | [ 7 ]  |
| 2023 | Seija Musō                                      | Aventurero              | [ 1 ]  |
| 2023 | Uchi no Kaisha no Chīsai Senpai no Hanashi      | Chica C                 | [ 1 ]  |
| 2024 | Cardfight!! Vanguard DivineZ 2nd Season         | Yuna Saionji            | [ 10 ] |
| 2025 | BanG Dream! Ave Mujica                          | Mortis / Mutsumi Wakaba |        |